# Bahnhof Jad Mordechai
Der Bahnhof Jad Mordechai (hebräisch תַּחֲנַת הָרַכֶּבֶת יַד מָרְדְּכַי Tachanat haRakkevet Jad Mårdəchaj) war ein Bahnhof der Rakkevet Israel (RI) für Passagiere und Güter an der Sinai-Bahn, der seit 1950 nach dem nördlich anliegenden Ort Jad Mordechai benannt ist. Die Station eröffnete im April 1917 als militärischer Halt der osmanischen Militärbahn at-Tina–Bayt Hanun, den die Palestine Military Railways (PMR) im November des Jahres übernahmen.
Deren Nachfolger, die zivilen Palestine Railways (PR), eröffneten 1920 den fahrplanmäßigen Bahnbetrieb, wozu sie den Halt nach dem benachbarten Dorf Dayr Sunayd, heute eine Wüstung, benannten. Der Reisezugverkehr in Jad Mordechai endete im Oktober 1973, den Güterverkehr stellte die RI hier im August 2005 ein. Seither liegen Gebäude und Gleise still.

## Lage

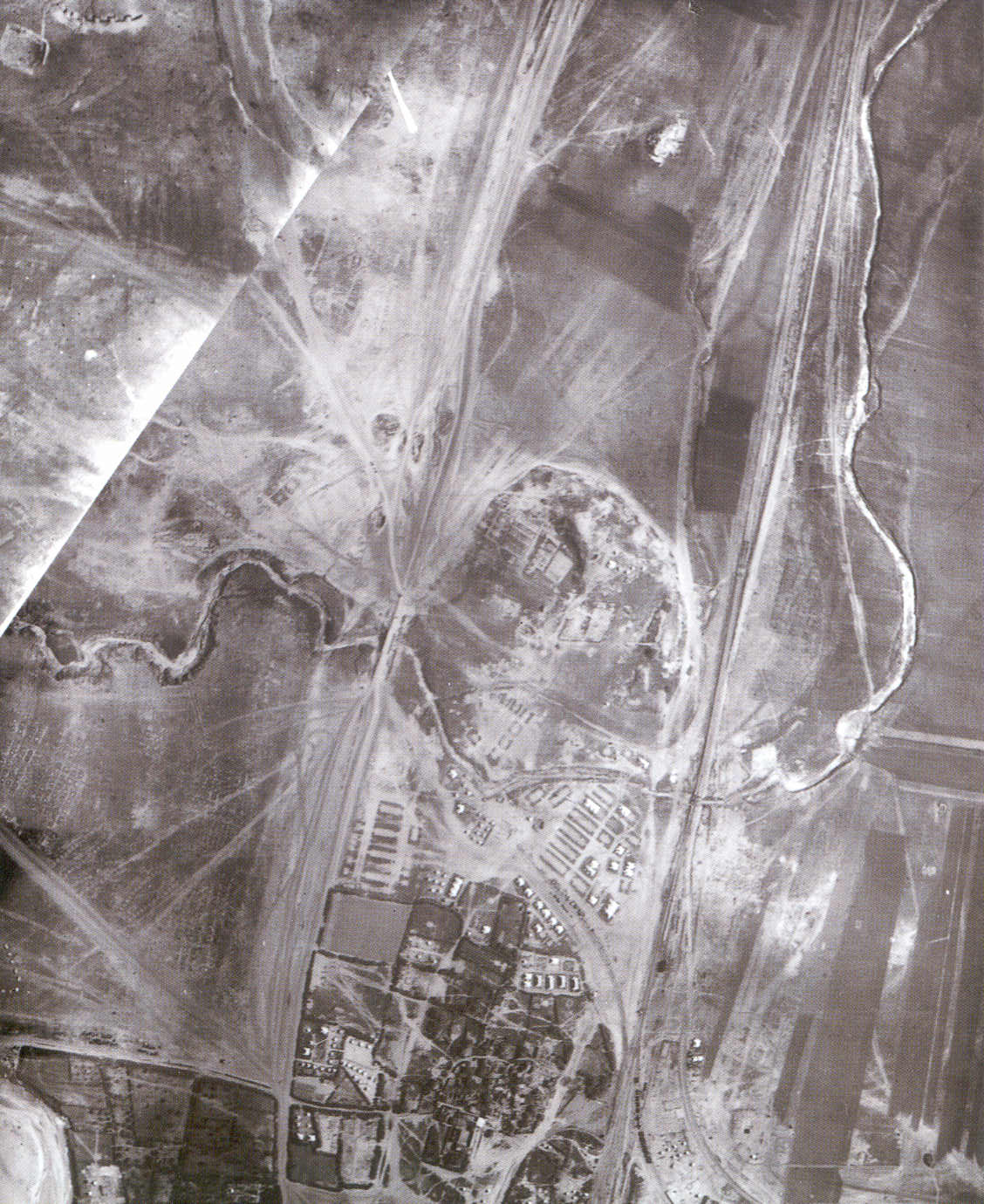
Luftbild 1917 von Dayr Sunayd und Militärbasis zwischen Landstraße (li.) und Sinai-Bahn (re.) mit Abzweig Richtung Hudsch

Die Station liegt im Mischor Pleschet (מִישׁוֹר פְלֶשֶׁת ‚Philisterebene‘) und gehört politisch zu Jad Mordechai im Küstenstreifen Chof Aschqelon entlang des Mittelmeers. Von der Haupt-Landesstraße 4 (Kvīsch Arzī Roschī ) besteht eine 500 Meter lange Zufahrt vorbei an der Wüstung Dayr Sunayd.

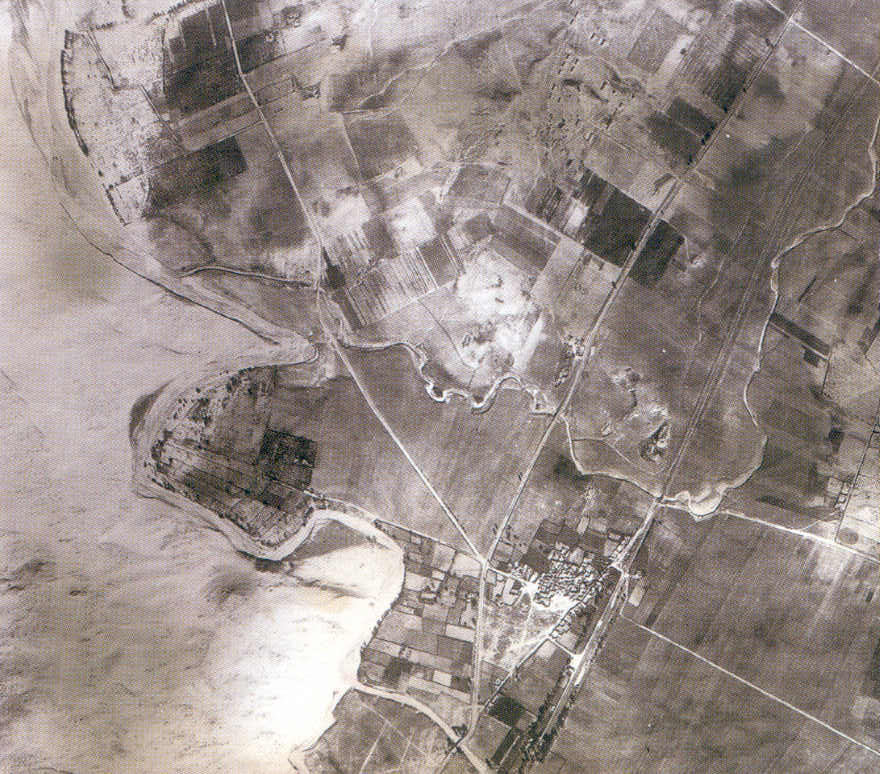
Luftbild der Landzunge zwischen den Wadis am Übergang zwischen Dünen am Mittelmeer und Grünland, 1945

Der Bahnhof befindet sich neben der Wüstung Dayr Sunayd auf einer unregelmäßig geformten Landzunge zwischen den Flüssen Nachal Schiqmah (hebräisch נַחַל שִׁקְמָה Wādī al-Ḥassī, arabisch وادي الحسي; 100 m südlich des Bahnhofs) und Nachal ʿOved (hebräisch נַחַל עוֹבֵד Wādī al-ʿAbd, arabisch وادي العبد; 500 m nördlich davon), kurz bevor dieser in ersteren mündet, was den Dampflokomotiven die Wasserzufuhr sicherte. Jad Mordechai liegt in der Luftlinie anderthalb Kilometer nördlich, jedoch zweieinhalb Kilometer Wegs. Gleich sind die Entfernungen zum 1973 gegründeten, westlich gelegenen Moschav Netiv haʿAssarah (נְתִיב הָעֲשָׂרָה).

## Geschichte
Die Station eröffnete im April 1917 als militärischer Halt der osmanischen Militärbahn at-Tina–Bayt Hanun an deren Verzweigung nach (al-)Hudsch (arabisch هوج, DMG Hūǧ). Friedrich Kreß von Kressenstein ließ die Bahn errichten, um Nachschub an die Palästinafront für die Streitkräfte der Mittelmächte dort (Levante-Korps, Osmanische Armee und Österreich-Ungarns Truppen in Palästina) zu bringen. Im November des Jahres, nach der für die Triple Entente siegreichen Dritten Schlacht um Gaza übernahmen die Palestine Military Railways (PMR) etwa zehn Kilometer der osmanischen Strecke zwischen Bayt Hanun, ihrem südlichen Ende, und Beit Schiqmah, und ließen zwangsrekrutierte Männer des Egyptian Labour Corps (ELC) sie von Schmal- auf Normalspur umspuren, um diesen Trassenabschnitt so in die Sinai-Bahn einzubeziehen. Die Umspurung erreichte Dayr Sunayd am 28. November des Jahres.
Die schmalspurige Stichstrecke nach Hudsch hatte ihre Bedeutung verloren, nachdem die Egyptian Expeditionary Force am 8. November 1917 die dort liegende Heeresgruppe Yıldırım nach Norden verdrängt hatte, und wurde aufgegeben. Die Sinai-Bahn verläuft weithin parallel zur historischen Landstraße entlang der Küste (Via Maris; heute Kvīsch Arzī Roschī  / כְּבִישׁ אַרְצִי רָאשִׁי, deutsch Haupt-Landes[fern]straße 4). Die Sinai-Bahn verband al-Qantara via Gaza und Rechovot mit Lod.

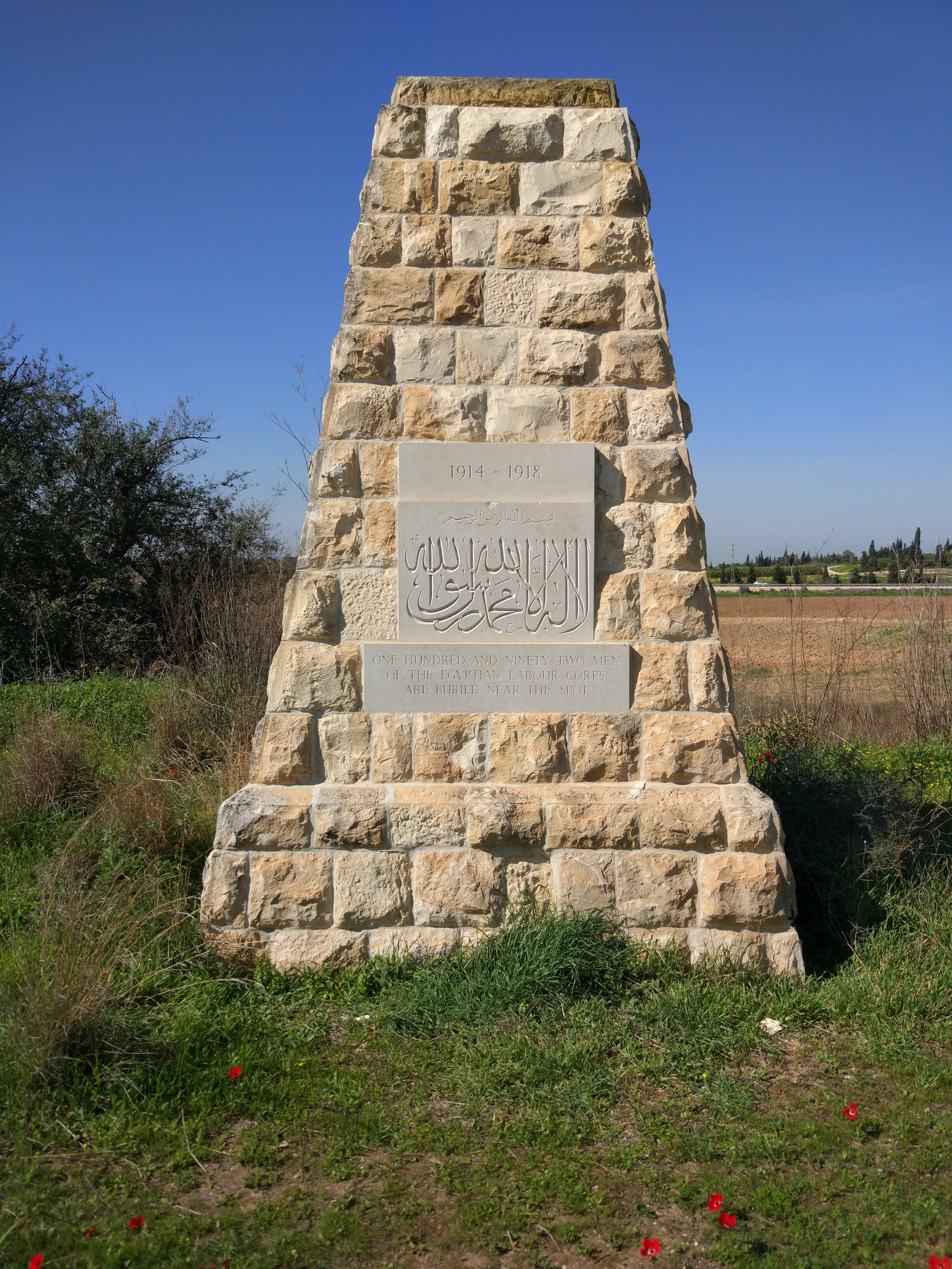
Ehrenmal mit Schahāda für zu Tode gekommene Ägypter des ELC, im Hintergrund Jad Mordechai, 2018

Die Briten erweiterten den osmanischen Stützpunkt zu einer großen Militärbasis. Nördlich des Bahnhofs etwa 120 m jenseits des Nachal ʿOved befindet sich ein Gemeinschaftsgrab, an dem ein Ehrenmal von 1925 an 192 zwangsrekrutierte, namenlose Ägypter im Dienst des ELC erinnert, die beim Bahnbau verunglückt, den unsäglichen Arbeits- und Lebensbedingungen erlegen oder bei Beschuss durch die Mittelmächte zu Tode gekommen sind.
Mit der Übernahme des im Mandatsgebiet Palästina gelegenen Streckennetzes aus den Händen von PMR, osmanischer Militärbahn und Hedschasbahn in jene der zivilen PR im Oktober 1920 nahmen diese am 1. November des Jahres den fahrplanmäßigen Reise- und Güterverkehr auf, wozu sie dem Halt in den drei Amtssprachen des Mandatsgebiets Palästina die Namen hebräisch תַּחֲנַת הָרַכֶּבֶת דֵּיְר סֻנַיְד Tachanat ha-Rakkevet Dejr Sunejd, englisch Deir Suneid [Railway] Station und arabisch محطة قطار دير سنيد, DMG Maḥaṭat qiṭār Dayr Sunayd beilegten.
In den frühen 1920er Jahren nahm der Verkehr stark ab, weshalb im zweigleisigen Abschnitt der Sinai-Bahn zwischen al-Qantara und Rafah in den Jahren 1923/1924 eins der beiden Gleise abgebaut wurde. Laut Fahrplan ab 15. Oktober 1934 bedienten vier Reisezüge am Tag, zwei je Richtung den Bahnhof Deir Suneid, davon je Richtung einer zwischen al-Qantara und Lod und je Richtung einer darüber hinaus bis bzw. schon ab Haifa. Während des Arabischen Aufstands in Palästina 1936–1939 lagerte das 2. Bataillon des King’s Own Royal Regiment (Lancaster) ab 1938 bei Dayr Sunayd, um die Bahnstrecke vor arabischen Akten der Sabotage und der Terrors zu schützen. In 15 Minuten erreichte die Bahn den Bahnhof Gaza im Süden, die nächste Station im Norden, אַל־מַגְ׳דַּל al-Madschdal, arabisch الْمِجْدَل, englisch el Majdal, lag 19 Minuten Zugfahrt entfernt.
Im Zweiten Weltkrieg erhöhten sich Frachtaufkommen und Passagierzahlen erheblich vor allem die Bewegungen von Militärpersonen und Kriegsmaterial. Palästinas moderne Industrie belieferte über die Sinai-Bahn britische Streitkräfte an der Nordafrikafront in Italienisch-Libyen oder ab dem Sueskanal weiter per Schiff zu Schauplätzen des Pazifikkrieges, per Jesreʾeltalbahn zur Niederschlagung des Militärputsches von Nazi-Sympathisanten im Irak 1941 oder per HBT-Linie in die französischen Mandatsgebiete Syrien und Libanon, um sie nach dem Syrisch-Libanesischen Feldzug dem Einfluss des Nazi-abhängigen Vichy-Regimes vorzuenthalten. Militärpersonen fuhren von Einsätzen per Sinai-Bahn zu Ausbildung, Erholung oder Genesung nach Palästina mit seinen Militärbasen, medizinischen und touristischen Einrichtungen modernsten Standards.
In der Nähe des Bahnhofs unterhielt die British Army während des Zweiten Weltkriegs ein großes Trainingslager mit Munitionsdepot. Aber auch das 2 Korpus Polski hatte einige Militärbasen entlang der Sinai-Bahn, wie diejenige der polnischen 3. Karpaten-Schützendivision im Camp Kilo 89 (ab 1943 mit deren Hauptquartier; 10,1 km südlich des Bahnhofs) bei Dschabaliya, 1942 ein Camp für polnische Pioniere in Bayt Dschirdscha (بيت جرجه, vier Kilometer nördlich des Bahnhofs) oder ein weiteres für polnische Artillerie in Barbara (برْبرة, heute Mavqiʿim, sechs Kilometer nördlich). Auf der eingleisigen Sinai-Bahn stockte der rege Betrieb, weshalb 1941 die PR 22 Abschnitte zweigleisig ausbauten, darunter auch in Dayr Sunayd, wo Züge sich ausweichen konnten.:51
Von den zahllosen gegen Reisende, Personal, Züge und Anlagen der Palestine Railways gerichteten Terror- und Sabotageakten von Seiten jüdischer Palästinenser (vor allem zwischen 1946 und 1948) und arabisch-nichtjüdischer Palästinenser (zuerst 1936 bis 1939 und wieder zwischen 1946 und 1948) war Dayr Sunayd nur insofern betroffen, dass mutwillig herbeigeführte Gleisschäden andernorts (wie das Eisenbahn-Attentat von Rechovot, 29. Februar 1948) Betriebsunterbrechungen auf Abschnitten der Sinai-Bahn nach sich zogen. Vom 15. bis 25. April legte ein Eisenbahnerstreik um höhere Saläre den Betrieb lahm, ausgenommen Güterzüge mit Lebensmitteln und Brennstoff.:101seq.
Der Beschluss der UN-Mitglieder vom 29. November 1947, im Mai 1948 das Mandatsgebiet zu teilen, sah die Gründung eines arabischen und eines jüdischen Staates vor. Nach dem UN-Teilungsplan sollten Dayr Sunayd und Jad Mordechai Teil des zu gründenden arabischen Staates sein. Der Teilungsplan sah vor, dass jeder wohnen bleiben könne, wo er bereits lebte, wer nach der Teilung im Staat der jeweils anderen ethnischen Prägung seine Heimat hatte, sollte in den Genuss des Minderheitenschutzes kommen.
Für den Fall der Gründung eines Staates für Juden – neben einem für nichtjüdische Araber – kündigten fünf arabische Nachbarstaaten die Invasionen ihrer Streitkräfte an, um die Gründung Israels militärisch zu unterbinden bzw. rückgängig zu machen. Im Vorlauf zur angekündigten arabischen Invasion mühten sich die Parteien im Lande – einerseits antizionistische überwiegend nichtjüdische und zionistische überwiegend jüdische Palästinenser andererseits – darum, auch mit Gewalt Positionen und Posten einzunehmen bzw. zu halten, die im bevorstehenden Krieg strategisch wichtig erschienen, was sich zum Bürgerkrieg zwischen arabischen und jüdischen Palästinensern auswuchs.
Die PR evakuierten derweil britisches Militär- und Zivilpersonal per Bahn aus Palästina oder in den Hafen von Haifa, von wo es dann über See außer Landes ging. Die letzte, teils vorschüssige Lohnzahlung vor Mandatsende besorgten die PR aus ihrem Zahlmeisterzug heraus, der am 20. April 1948 in Dayr Sunayd hielt.:337 Mit dem Abzug der Briten aus Mandats-Palästina passierte am 13. Mai 1948 letztmals ein Zug der PR den Bahnhof gen Ägypten. Am 14. Mai verlas David Ben Gurion öffentlich die Erklärung der Unabhängigkeit Israels.
Tags darauf, am 15. Mai, überschritt die ägyptische Armee die palästinensische Grenze, um den Staat Israel zu beseitigen und begann so den Krieg um Israels Unabhängigkeit. Dem gegen Jad Mordechai geführten ägyptischen Angriff hielten die Verteidiger des Kibbuzes im Häuserkampf vom 24. bis 29. Mai 1948 stand, dann flohen sie und die übrigen Kubbuzniks über Gvarʿam und reihten sich in die Scharen der Flüchtlinge dieses Krieges ein, wie vorher schon die Einwohner Nirims. Inzwischen hoben die Israelis aus der jüdischen Bevölkerung des Staates von 650.000 Personen mit knapp 30.000 Mann ebenso viele Soldaten aus, wie ihnen im Krieg in Form arabischer Armeen mit dahinter stehenden 30 Millionen Einwohnern entgegenstanden.

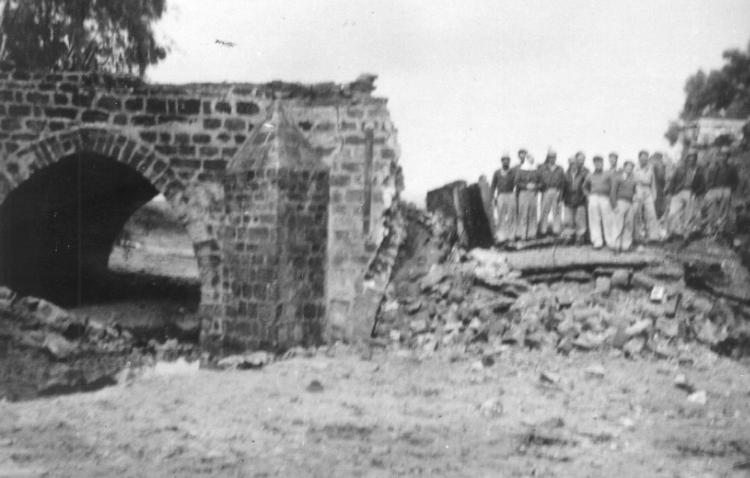
Bahnbrücke über den Schiqmah, Ende Oktober 1948 zerstört durch die Jiftach-Brigade

Im Zuge von Zahals Operation Joʾav drängte die Jiftach-Brigade ab 15. Oktober 1948 ägyptische Streitkräfte in Richtung ihres Landes zurück. An den ersten zwei Tagen wurde Dayr Sunayd aus der Luft bombardiert. Dabei zerstörten Einschläge drei der vier Bögen der Bahnbrücke über den Schiqmah (Wadi al-Ḥassi) südlich der Bahnhofs. Die Jiftach-Brigade befreite Jad Mordechai und besetzte Dayr Sunayd, vermutlich Ende des Monats. Die Grüne Linie, wie sie Ägypten und Israel im Waffenstillstand vom 24. Februar 1949 festgelegt hatten, trennt die Sinai-Bahn knapp zwei Kilometer südlich vom Bahnhof Jad Mordechai.
Das israelische, nördliche Fünftel der Strecke betrieb inzwischen die Rakkevet Israel (RI) und nahm den Bahnverkehr bis Bahnhof Deir Suneid 1950 wieder auf. Ihr erster Generaldirektor, der schon Chief Operations Controller der PR gewesen war, Moscheh Paikowitz (1896–1972; Bruder Jigʾal Allons) verkündete 1950, dass Israels Verkehrsministerium den Bahnhof nach dem nordwestlich benachbarten Jad Mordechai umbenannt hatte. Dayr Sunayd wurde nicht wieder besiedelt und der Ort ist heute überwachsen von Feigenkakteen, Eukalypten und Dorngesträuch. Der Ausbau des Überlandbusnetzes führte zur Aufgabe des Reisezugverkehrs mit kurzen Revitalisierungen bis 1956 (Busfahrerstreik im August des Jahres). Im britisch-französisch-israelischen Sinai-Feldzug ab Oktober des Jahres gegen Ägypten verlängerte die RI im November den Truppen- und Güterverkehr bis auf den Sinai, auch den israelischen Abzug vom Sinai im März 1957 unterstützte die Bahn mit entsprechenden Transporten zuletzt ab Rafah. Die Ägypter demontierten daraufhin die Schienen zwischen Grüner Linie und Bahnhof Ghazzah.

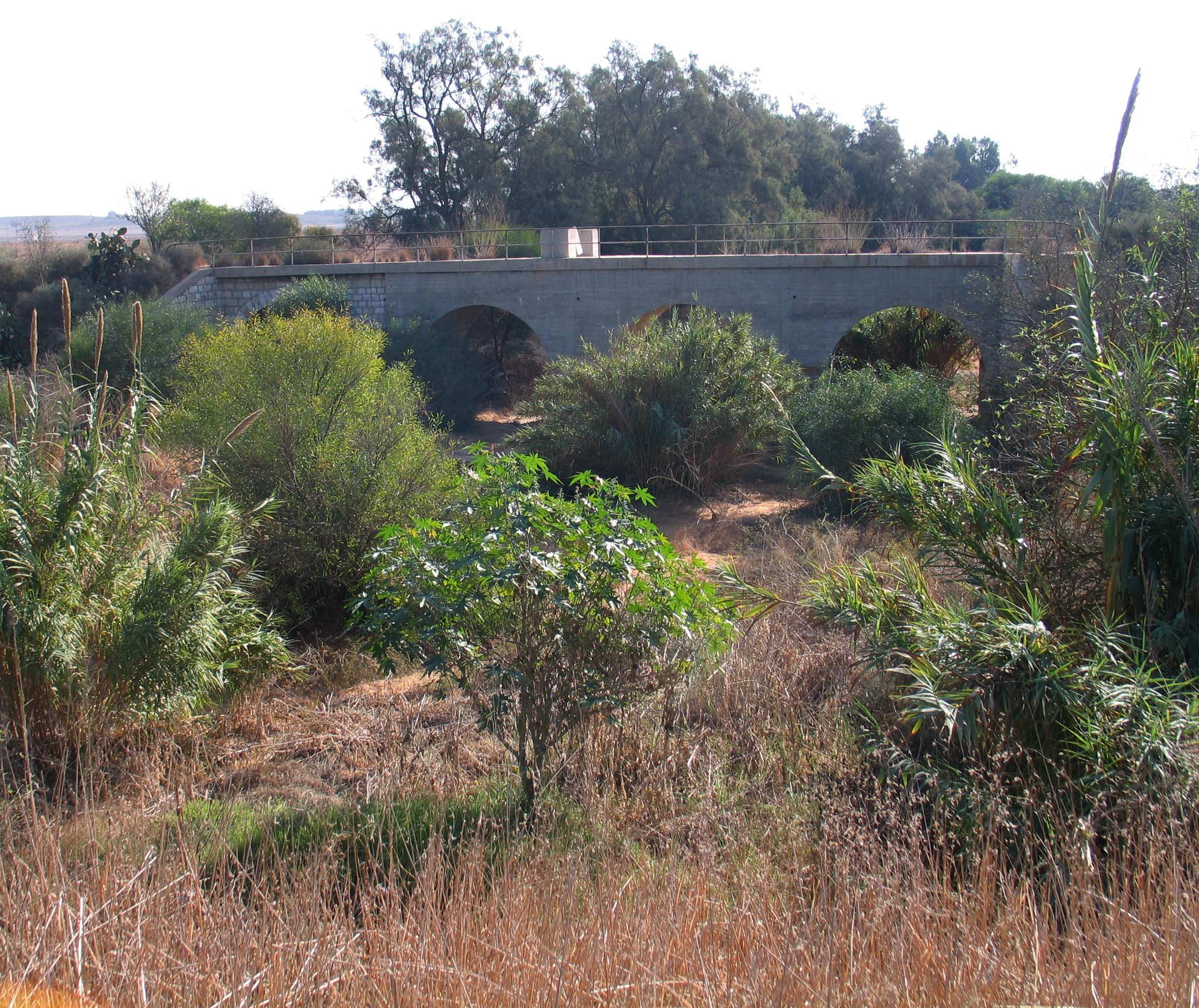
Bahnbrücke über den Schiqmah, mit den 1967 in Beton ergänzten rechten drei Brückenbögen, 2012

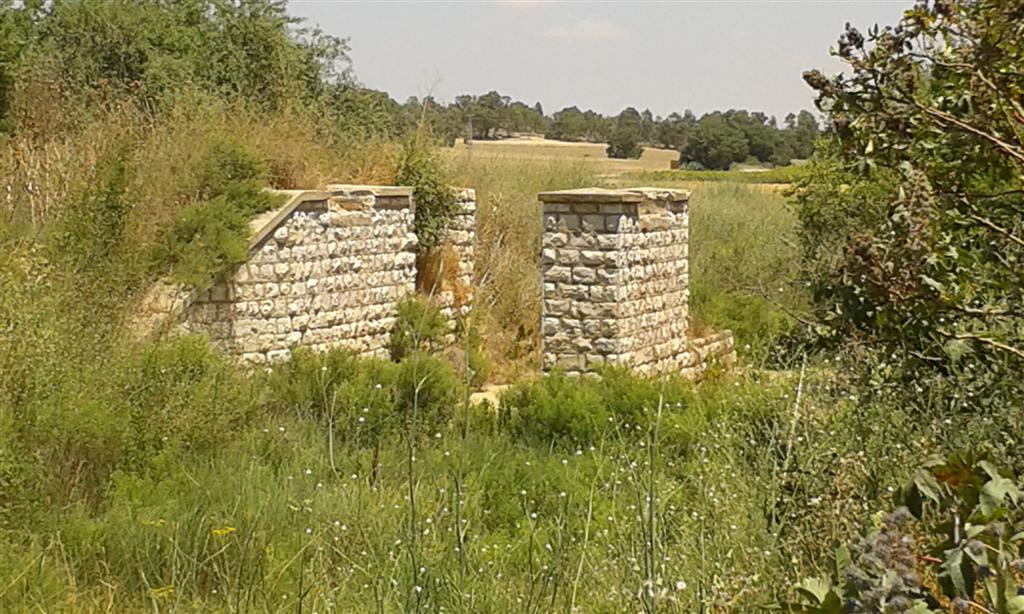
Ruinen der Bahnbrücke über den ʿOved, 2015

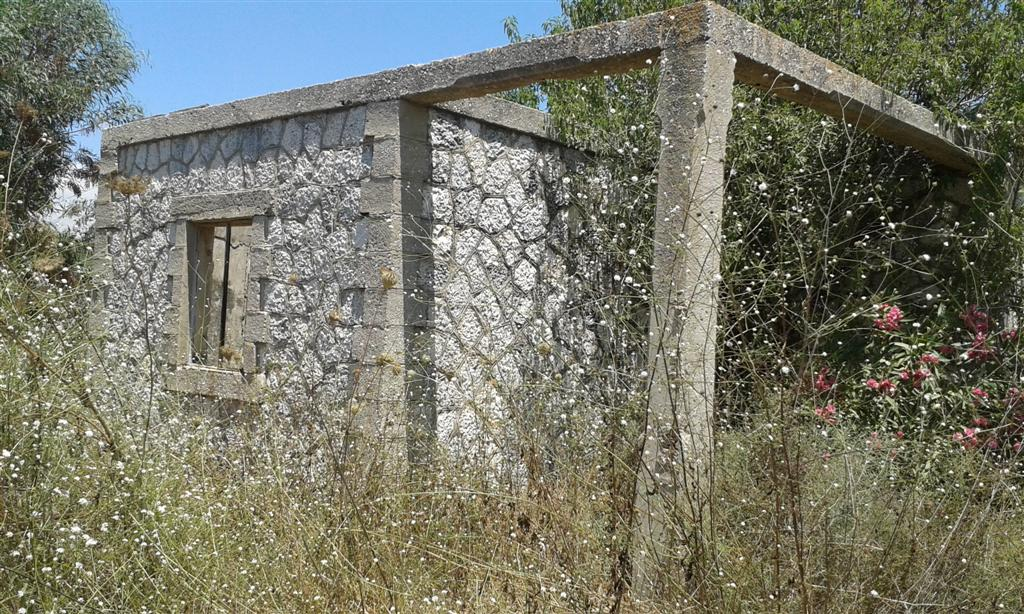
2015: Dienstgebäude im nördlichen Teil des Bahnhofs

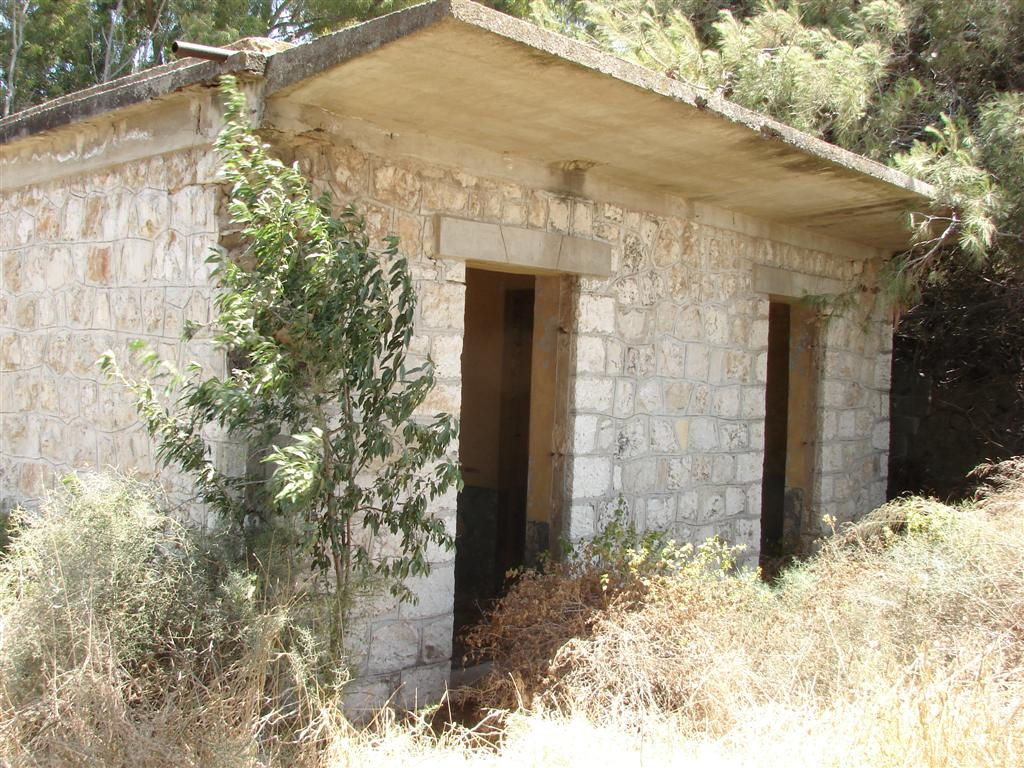
Einstige Bedürfnisanstalt am Bahnhof, 2015

Als Güterbahnhof bestand Jad Mordechai aber weiter und der Frachtverkehr durch Jad Mordechai nahm ab 1967 erheblich zu. Die Eisenbahn im Gazastreifen und auf dem Sinai mit etwa 370 Kilometern Länge wurde 1967 wieder mit dem israelischen Abschnitt der Sinai-Bahn verbunden, nachdem Zahal beide Gebiete eingenommen hatte. Zwischen dem Bahnhof Jad Mordechai und dem Endpunkt der Ägyptischen Staatsbahnen in Gaza fehlten etwa 19 Kilometer Gleise, die die RI zwischen 9. und 20. Juni 1967 neu verlegte. Von November 1972 bis Erev Jom Kippur 1973 hielten auch wieder Reisezüge in Jad Mordechai, sie verkehrten zwischen Gaza und Tel Aviv Darom.
Im Jom-Kippur-Krieg spielte der Güterverkehr auf der Sinai-Bahn eine wichtige Rolle beim Nachschub in der israelischen Defensive wie danach bei der Demobilisierung. Mit dem Abzug der israelischen Besatzung aus dem Gazastreifen im August 2005 passierten letztmals Güterzüge aus Gaza den Bahnhof Jad Mordechai und die RI stellte den Bahnverkehr in Jad Mordechai ein. Die 2015 eröffnete Bahnstrecke Aschqelon–Beʾer Scheva (Westliche Negevbahn) zweigt 2,1 Kilometer nördlich der Bahnbrücke über den ʿOved von der Sinai-Bahn ab, um den Gazastreifen umfahren zu können. Der Streckenabschnitt in Jad Mordechai liegt bis auf weiteres still.

## Gebäude des Bahnhofs
Drei verfallene Gebäude bezeugen den Bahnhof. Auch Gleise sind zu finden. Das Empfangsgebäude ist ein länglicher, einstöckiger Bau aus Naturstein ohne Dach an der Westseite der Bahntrasse. Daran angebaut ist ein Betriebsgebäude. 150 Meter nördlich des Empfangsgebäudes findet sich das Wohnhaus des Stationsvorstehers, das die Jahreszahl 1940 im Türsturz trägt. Des Weiteren zählt eine Bedürfnisanstalt zu den erhaltenen Baulichkeiten des Bahnhofs. Der Bahnhof ist eine Etappe am Wanderweg Schvil haNegev haMaʿaravi (שְׁבִיל הַנֶּגֶב הַמַּעֲרָבִי ‚Wanderweg des Westlichen Negev‘).